# ヤマザキマリ
ヤマザキ マリ（1967年4月20日 - ）は、日本の漫画家、随筆家、画家。東京造形大学客員教授。日本女子大学特別招聘教授。海外暮らしが長く、現在はイタリア在住。スマイルカンパニー所属。既婚。

## 経歴

### 少女時代
1967年（昭和42年）、東京都に生まれる。母親（神奈川県・鵠沼出身）がヴィオラ奏者として札幌交響楽団に在籍していたことから、幼少期を北海道千歳市で過ごした。指揮者だった父は生後まもなく死去。数年後に母が再婚したため（のちに離婚）異父妹がおり、演奏やヴァイオリン教師としてのレッスンで家をあけがちだった母の留守を姉妹で待っていたという。10歳ごろまでは母の意向でヴァイオリンを習っていた。母方は代々カトリックで、自身も幼児洗礼を受けている。
ミッションスクールに通っていた14歳の時、ヨーロッパ旅行を予定していた母親に仕事が入り、代わりに旅行に行くかと勧められ、軽い気持ちで1ヵ月ドイツとフランスを一人旅した（ドイツに母親の旧友の音楽家がいた）。しかし、フランスに着いた際、想像より暗く寒い風土にカルチャーショックを受けたり、空港への迎えが母の友人ではなく別人（友人の叔父）だったため探すのが大変だった等のエピソードがある。また、パリからドイツへの移動時に、老齢のイタリア人陶芸家につきまとわれ、旅の理由が芸術のためであることを話すと、「すべての道はローマに通ずる、イタリアを訪れないのはけしからん」と叱られた。なお、このとき14歳という年齢もあり家出を疑われている。

### 学生時代
母から「学校をいったん辞めてイタリアに留学したら?」と勧められ、17歳で高校を中退。大学入学資格検定を取得後、上記のイタリア人陶芸家の招きで単身イタリアへ渡る。北イタリアの都市ヴィチェンツァの画塾を経て、フィレンツェの国立フィレンツェ・アカデミア美術学院に入学、美術史と油絵を学びながら11年間過ごした。
21歳の時に日本へ一時帰国し、スキー旅行に向かう途中で交通事故に遭い、全身打撲で肺胞が潰れる重傷を負った。乗っていた母親の新車は大破した。本人曰く、事故後も意識は失わず救急隊員からしゃべり過ぎだと怒られたという。
フィレンツェ在住時には、学生アパートの隣室の詩人（イタリア人）と交際。11年の同棲後に妊娠したことを機に詩人と別れ、男児（#後述）を出産してシングルマザーとなった。フィレンツェにおける留学生活やキューバでの生活は、本人のブログや自伝エッセイ「世界の果てでも漫画描き」に記されており、漫画を描き始めた理由は生活費を稼ぐためだった。

### 漫画家としての活躍
1996年（平成8年）、イタリア暮らしをつづったエッセー漫画でデビュー。同時期イタリアから一時帰国し、北海道大学及び札幌大学でイタリア語講師を担った。並行して札幌テレビ（STV）の番組『どさんこワイド』にて旅行・温泉のレポーター、ラジオパーソナリティなども務めている。
2002年（平成14年）、14歳での欧州一人旅で出会ったイタリア人陶芸家の孫（ベッピ・キュッパーニ、1980年バッサーノ・デル・グラッパ生まれ、作家・文学研究者）と出会い、彼の留学先であるエジプトのイタリア大使館で挙式し、結婚。シリアのダマスカスや北イタリアでの暮らしを経てポルトガルのリスボンに移住、7年間を過ごす。その後、夫がシカゴ大学で比較文学を研究することになりシカゴに転居、2013年よりイタリアに戻りヴェネト州パドヴァ在住。
イタリアでの同居生活時における夫の家族の壮絶ぶりをつづったエッセイギャグ漫画『モーレツ!イタリア家族』や、少女時代の自叙伝的内容の『ルミとマヤとその周辺』などを『Kiss』（講談社）にて連載。一方、全く作風の異なる古代ローマをモチーフとしたギャグ漫画『テルマエ・ロマエ』を『コミックビーム』に掲載している。これは夫キュッパーニが「ローマ皇帝の名前を全員言えるほどの古代ローマおたく」で、その話題が当然のごとく日常会話に上ることに影響されたという。

### テルマエ・ロマエの大ヒット
2008年より連載の『テルマエ・ロマエ』がヒット、2010年マンガ大賞受賞。授賞式では、リスボンからSkypeによる生中継で受賞コメントを伝えた。そのほか、2010年第14回手塚治虫文化賞短編賞受賞、2013年仏アングレーム国際漫画祭ノミネート、2013年米アイズナー賞アジア部門ノミネート。2012年（平成24年）には日本で映画化された。

### 2010年代後半以降の活躍
2016年『スティーブ・ジョブズ』などの作品により、芸術選奨文部科学大臣新人賞（メディア芸術部門）受賞。
2017年、長年イタリアに在住し、芸術家としてイタリアの文化やイメージの普及に貢献したとして、日本人漫画家としては初となるイタリアの星勲章コメンダトーレ章を受章。
ヤマザキの代理人弁護士である四宮隆史が設立したクリエイターエージェント会社・CRGとエージェント契約を結んでいたが、2021年よりスマイルカンパニーに移籍。
2024年2月、少年ジャンプ+（集英社）にて『テルマエ・ロマエ』の続編となる、還暦間近のルシウスを主人公とした『続 テルマエ・ロマエ』の不定期連載を開始。
2024年4月、『プリニウス』 （とり・みきとの共作）が、第28回手塚治虫文化賞マンガ大賞を受賞。2010年度の『テルマエ・ロマエ』に続き、自身2度目となる同賞の受賞となった。

## 家族
息子はフィレンツェ在住時代に授かった、フリーカメラマンの山崎デルス。生後まもなく帰国し北海道に移住。その後シリアを経て中学卒業までポルトガルに在住した。高校時代は、義父の勤務するアメリカのシカゴに移住。ハワイ大学に進学し、交換留学生として京都大学に通学した。卒業後は、写真家、イラストレーター、文筆家、映像編集者など多岐に活動している。

## エピソード

### エンターブレインとの関係
2013年（平成25年）2月23日放送のバラエティ番組『ジョブチューン アノ職業のヒミツぶっちゃけます!』（TBS系）にて、興行収入58億円の映画版『テルマエ・ロマエ』の原作使用料が出版社から言い渡された100万円のみだったと発言し、この金額が二次著作物に対して不当であるとして波紋を呼んだ。
『コミックビーム』2013年10月号より掲載予定だった『テルマエ・ロマエ』の番外編が延期となり、体調不良などを理由にしたお詫びのイラストが掲載された。同月号には特別付録として『テルマエ・ロマエ』の「お詫び手ぬぐい」が付されたが、発売日である2013年9月12日のTwitterにて「何も聞いていない」と発言した。翌9月13日付でコミックビーム編集部は、作者に無断で配布した事実はないとコメントを発表したが、弁護士は「企画として知っていたとしても、企画意図の説明は受けておらず、承諾もしていない」状態であったとしている。

### その他
子どものころから無類の昆虫好き。5歳の時、初めて自分で購入した本は小学館の昆虫図鑑。2015年9月18日放送の「課外授業 ようこそ先輩」（NHK）に出演している（テーマ“虫の目で世界を見たら”）。
シンガーソングライターの山下達郎・竹内まりや夫妻と交友関係を持つ。竹内のデビュー40周年の際には竹内をモデルとしたキャラクター「まりやちゃん」のデザインを書き下ろし、「Che Vuole Questa Musica Stasera 〜ガラスの部屋」のカバーではイタリア語を指導している。山下から「あなたは本来画家なのだから」と依頼を受けて描き下ろした肖像画は、2022年6月22日発売のアルバム『SOFTLY』のジャケットに採用された。ヤマザキが敬愛する画家アントネロ・ダ・メッシーナのタッチを意識し、2カ月を要したものである。

### イタリア留学と結婚のきっかけ
2025年4月19日放送のラジオ番組『マイあさ』（NHKラジオ第1）のサタデーエッセーにて、イタリア留学と結婚のきっかけを語った。
中学2年の時、母親の勧めでヨーロッパ美術巡りの一人旅に出る。フランスでは、子どもの一人旅を「危険」「怪しい」と感じたイタリア人のマルコという高齢男性につきまとわれる。マルコは「悪い奴らから守る」という保護のつもりだった。コンパートメントで回避できたと思ったが、目の前に座った怒るマルコから説教を受ける。芸術のための旅であること話すと予定にイタリアが入ってないことでさらに怒りを買った。「無事に帰国したら、家出じゃない証拠としてお前の母親から手紙をよこすように」と指示されバチカン美術館の絵葉書を渡される。帰国後、母にはがきを見せ「爺さんに手紙を出して」と依頼すると、絵葉書に写る陶芸作品がマルコの手によるものでバチカン美術館に所蔵されているらしい、と判明。はがきを返送したことで母とマルコはメル友になった。
母はヴィオラ奏者という仕事柄、イタリアに知人がいたという。その知人たちにマルコの人となりを調査してもらうと、話術に長けた街の名士で、全員が「良い人だ」と絶賛した。高校二年生の時、絵画を勉強したいならマルコのところへ留学するよう母に勧められる。以後11年間、28歳までイタリアに在住した。
一時帰国し、マルコが亡くなった後に彼の娘一家とメル友交流していた母の誘いでイタリアへ赴いた。その時、マルコの孫であるベッピ（将来の夫）と出会う。帰国後にベッピが心筋炎に罹患、「君が帰国したから寂しくて心筋炎になった、結婚してくれ」との連絡を知った母は結婚に大賛成。「だめだったら別れればいいのよ」という言葉に結婚を決意する。

## 作品リスト

### 漫画
- SPLENDOR! 有名人（原作：内舘牧子、2001年、講談社、ISBN 4-06-334485-1）
- 心にささやいて（2003年、宙出版、ISBN 4-87287-795-0）
- 2050年の私から（金子勝著、2005年、講談社、ISBN 4-06-212916-7）
- モーレツ!イタリア家族（2006年、講談社、ISBN 4-06-337607-9）
- それではさっそくBuonappetito!（2007年、講談社、ISBN 978-4-06-337648-7）
- ルミとマヤとその周辺 全3巻（2006年 - 2009年、講談社、『One more Kiss』2006年9月号・2007年3月号、『Kiss』2007年No.13・No.19、『Kiss PLUS』2008年3月号 - 2009年5月号）
  1. （2008年1月11日発売）、ISBN 978-4-06-340686-3
  2. （2008年11月13日発売）、ISBN 978-4-06-340727-3
  3. （2009年6月12日発売）、ISBN 978-4-06-340757-0
- ルミとマヤとその周辺 全2巻（講談社）※上記の新装版
  1. （2012年08月10日発売）、ISBN 978-4-06-376683-7
  2. （2012年08月10日発売）、ISBN 978-4-06-376687-5
- テルマエ・ロマエ 全6巻（2008年 - 2013年、エンターブレイン、コミックビーム）
- イタリア家族風林火山（2008年、ぶんか社 別冊本当にあった笑える話 ISBN 978-4-8211-7023-4）
- 涼子さんの言うことには 東雲町ルミマヤ日記（2009年、講談社『Kiss PLUS』）
- 世界の果てでも漫画描き（2009年、創美社『オフィスユー』連載中 ISBN 978-4-420-22055-2、ISBN 978-4-420-22056-9）
- 地球恋愛（2010年、講談社『Kiss PLUS』連載中 ISBN 978-4-06-376103-0）
- PIL（2010年、創美社、『オフィスユー』連載 ISBN 978-4-420-15237-2）
- アラビア猫のゴルム 全2巻（2010年、2012年、講談社『Kiss』、『デジタルKiss』連載 ISBN 978-4-06-337718-7）
- Sweet Home Chicago 全3巻（2011年、2013年、講談社『Kiss』連載 ISBN 978-4-06-337755-2､ISBN 978-4-06-337776-7､ISBN 978-4-06-337792-7)
- テルマエ戦記（2012年、エンターブレイン ISBN 978-4-04-728047-2）
- ジャコモ・フォスカリ（2012年、創美社『オフィスユー』連載 ISBN 978-4-420-15258-7）
- スティーブ・ジョブズ 全6巻（原作：Walter Isaacson、2013年、講談社『Kiss』→『ハツキス』連載 ISBN 978-4-06-376875-6、ISBN 978-4-06-376963-0、ISBN 978-4-06-377097-1、ISBN 978-4-06-377304-0、ISBN 978-4-06-393004-7、ISBN 978-4-06-393236-2）
- プリニウス （とり・みきとの共作、2013年 - 2023年、新潮社『新潮45』→『新潮』『新潮45』の休刊のため移籍）
- リ・アルティジャーニ （とり・みきとの共作、新潮社「芸術新潮」2016年1月号 - 2021年6月号）隔月連載
  - 『リ・アルティジャーニ　ルネサンス画家職人伝』、新潮社「とんぼの本」、2022年6月 ISBN 978-4-10-602301-9
- オリンピア・キュクロス（2018年 - 2022年、集英社『グランドジャンプ』2018年8号 - 2022年15号、全34話）※月1連載
- タベルナ・メモリア〜追憶の居酒屋〜（2021年、集英社『グランドジャンプ』2021年12号）
- 続テルマエ・ロマエ（2024年 - 、集英社『少年ジャンプ+』2024年2月[27] - 連載中）

### アニメーション
- Netflix テルマエ・ロマエ・ノヴァエ
- テルマエ・ロマエ
- 別冊 オリンピア・キュクロス

### イラスト
- 島田雅彦『往生際の悪い奴』日本経済新聞出版社、2014年8月。ISBN 978-4-532-17128-5。
- マルクス・シドニウス・ファルクス、ジェリー・トナー『奴隷のしつけ方』太田出版、2016年4月。ISBN 978-4-7783-1475-0。表紙。橘明美(翻訳)。
- マルクス・シドニウス・ファルクス、ジェリー・トナー『ローマ貴族9つの習慣』太田出版、2017年3月。ISBN 978-4-7783-1565-8。表紙。北綾子(翻訳)。
- 3月のライオン（2017年）第15話エンドカード
- ベッピ・キュッパーニ『救い Salvezza』（中嶋浩郎訳、みすず書房、2023年）ISBN 978-4622096542

夫による安土桃山時代を舞台にした歴史小説（初の日本語訳）で裏表紙を担当。

### その他
- 竹内まりや公式キャラクター「まりやちゃん」 - キャラクターデザイン・イラストレーション
- 山下達郎 アルバム「SOFTLY」（2022年6月22日） - ジャケット（肖像画）描きおろし
- 氷川きよし 「生まれてきたら愛すればいい」 - 作詞　アルバム『You are you』（2021年8月24日）収録
- 山下達郎 シングル「Sync Of Summer」（2023年7月） - ジャケットイラスト描きおろし[28]

### エッセイ・その他
- 『立っている者は母（リョウコ）でも使え』（2012年、『文藝春秋』、『CREA』連載中[29]）
- 『望遠ニッポン見聞録』幻冬舎、2012年3月。ISBN 978-4-344-02150-1。『Papyrus』連載。
- 『とらわれない生き方 悩める日本女性のための人生指南書』KADOKAWA、2014年4月。ISBN 978-4-04-066703-4。
- 『地球で生きている ヤマザキマリ流人生論』海竜社、2015年5月。ISBN 978-4-7593-1427-4。
- 『とらわれない生き方 母として 「いいお母さん」プレッシャーのかわし方』KADOKAWA、2015年6月。ISBN 978-4-04-067669-2。
- 『ヤマザキマリのリスボン日記 テルマエは一日にして成らず』フリースタイル、2012年4月。ISBN 978-4-939138-62-1。
- 『男性論 ECCE HOMO』文藝春秋〈文春新書〉、2013年12月。ISBN 978-4-16-660934-5。
- 『国境のない生き方 私をつくった本と旅』小学館〈小学館新書〉、2015年4月。ISBN 978-4-09-825215-2。
- 『望遠ニッポン見聞録』幻冬舎〈幻冬舎文庫〉、2015年8月。ISBN 978-4-344-42381-7。
- 『ヤマザキマリのリスボン日記 テルマエは一日にして成らず』朝日新聞出版〈朝日文庫〉、2015年12月。ISBN 978-4-02-261836-8。
- 『ヤマザキマリの偏愛ルネサンス美術論』集英社〈集英社新書〉、2015年12月。ISBN 978-4-08-720815-3。
- 『マスラオ礼賛』幻冬舎、2016年8月。ISBN 978-4-344-02978-1。
- 『仕事にしばられない生き方』小学館〈小学館新書〉、2018年10月。ISBN 978-4-09-825324-1。
- 『ヴィオラ母さん 私を育てた破天荒な母・リョウコ』文藝春秋、2019年1月。ISBN 978-4-16-390962-2。
- 『男子観察録』幻冬舎〈幻冬舎文庫〉、2019年2月。ISBN 978-4-344-42838-6。
- 『パスタぎらい』新潮社〈新潮新書〉、2019年4月。ISBN 978-4-10-610809-9。
- 『地球生まれで旅育ち ヤマザキマリ流人生論』海竜社、2019年9月。ISBN 978-4-7593-1675-9。
- 『たちどまって考える』中央公論新社〈中公新書ラクレ〉、2020年9月。ISBN 978-4-12-150699-3。
- 『多様性を楽しむ生き方 「昭和」に学ぶ明日を生きるヒント』小学館〈小学館新書〉、2020年11月。ISBN 978-4-09-825388-3。
- 『ヤマザキマリの世界逍遙録』JALブランドコミュニケーション〈JAL BOOKS〉、2021年3月。ISBN 978-4-04-899338-8。
- 『ムスコ物語』幻冬舎、2021年8月。ISBN 978-4-344-03819-6。
- 『壁とともに生きる わたしと「安部公房」』NHK出版〈NHK出版新書〉、2022年5月。ISBN 978-4-14-088675-5。
- 『歩きながら考える』中央公論新社〈中公新書ラクレ〉、2022年9月。ISBN 978-4-12-150773-0。
- 『人類三千年の幸福論 ニコル・クーリッジ・ルマニエールとの対話』集英社、2023年5月。ISBN 978-4-08-771819-5。
- 『CARPE DIEM 今この瞬間を生きて』エクスナレッジ、2023年8月。ISBN 978-4767831640。
- 『猫がいれば、そこが我が家』河出書房新社、2023年9月。ISBN 978-4309031392。
- 『扉の向う側』マガジンハウス、2023年11月。ISBN 978-4838732531。
- 『貧乏ピッツァ』新潮新書、2023年11月。ISBN 978-4106110184。

### 共著
- 『ヤマザキマリのアジアで花咲け!なでしこたち 1』メディアファクトリー、2013年5月。ISBN 978-4-8401-5197-9。NHK取材班との共著。[30]
- 『ヤマザキマリのアジアで花咲け!なでしこたち 2』メディアファクトリー、2013年12月。ISBN 978-4-04-066132-2。NHK取材班との共著。
- 『その「グローバル教育」で大丈夫? 世界で子育て実践母の爆裂トーク』朝日新聞出版、2015年12月。ISBN 978-4-02-331468-9。小島慶子との共著。
- 『漫画家と猫 Vol.1』河出書房新社、2019年10月。ISBN 978-4-309-29055-3。萩尾望都、諸星大二郎、西原理恵子、吉田戦車との共著。
- 『パンデミックの文明論』文藝春秋〈文春新書〉、2020年8月。ISBN 978-4-16-661276-5。中野信子との共著。
- 『ナショナリズム』NHK出版〈教養・文化シリーズ〉、2020年8月。ISBN 978-4-14-407257-4。大澤真幸、島田雅彦、中島岳志との共著。放送テキスト
- 『ヤマザキマリ対談集 Diálogos』集英社、2021年3月。ISBN 978-4-08-781689-1。養老孟司、竹内まりや、中野信子、中村勘九郎、内田樹、萩尾望都、パトリック・ハーランほか共著。
- 『生贄探し 暴走する脳』講談社〈講談社+α新書〉、2021年4月。ISBN 978-4-06-521832-7。中野信子との共著。
- 『時をつむぐ旅人 萩尾望都』NHK出版〈教養・文化シリーズ〉、2021年5月。ISBN 978-4-14-407271-0。小谷真理、中条省平、夢枕獏との共著。放送テキスト
- 『果てしなき 石ノ森章太郎』NHK出版〈教養・文化シリーズ〉、2021年7月。ISBN 978-4-14-407274-1。名越康文、夏目房之介、宇野常寛との共著。放送テキスト
- 『地球、この複雑なる惑星に暮らすこと』文藝春秋、2022年5月。ISBN 978-4-16-391080-2。養老孟司との共著。
- 『安部公房 砂の女』NHK出版〈教養・文化シリーズ〉、2022年6月。ISBN 978-4-14-223140-9。100分de名著（上記も）放送テキスト
- 『「わが道」の達人 水木しげる』NHK出版〈教養・文化シリーズ〉、2022年12月。ISBN 978-4-14-407290-1。釈徹宗、中条省平、佐野史郎との共著。放送テキスト
- 『不思議の国 ニッポン』ビジネス社、2023年2月。ISBN 978-4-8284-2494-1。豊田有恒との共著。

## メディア出演

### テレビ
- どさんこワイド（札幌テレビ） - レポーター時代
  - 山崎マリのみ〜つけた十勝の旅 - 1991年8月放送など[31]
- 王様のブランチ（2010年2月20日・3月20日・2011年8月20日、TBSテレビ）
- NEWS ZERO（2010年3月17日・6月18日（出演分放送時間は6月19日）・2012年3月24日、日本テレビ）
- ズームイン!!SUPER（2010年3月18日、日本テレビ）
- どれどれトーク（2010年6月10日、日テレG+）
- 知っとこ!（2011年4月30日、毎日放送）
- めざましテレビ（2012年4月26日、フジテレビ）
- チャンネルΣ（2012年4月28日、フジテレビ）
- ミッドナイトアートシアター（2012年4月28日、フジテレビ）
- 地球テレビ エル・ムンド（2012年5月2日、NHK BS1）
- どさんこワイド179（2012年4月12日、札幌テレビ）[32]
- あさイチ （2012年4月20日[33]・2015年2月23日・9月28日・2016年4月20日、NHK総合） - ゲスト
- マハトマパンチ（2012年4月29日、札幌テレビ）[34]
- 情熱大陸（2012年7月8日、毎日放送）
- スタジオパークからこんにちは（2013年2月26日、NHK総合） - ゲスト[35][36]
- アジアで花咲け!なでしこたち（NHK BS1） - 2代目パーソナリティ・レポーター
- 日曜美術館（NHK Eテレ）
  - ダ・ヴィンチ、ミケランジェロを越えろ　ルネサンスの天才ラファエロ（2013年5月24日）
  - アートの旅スペシャル みつけよう、美（2015年4月12日）
  - 熱烈！傑作ダンギミケランジェロ（2016年10月23日）
- グレーテルのかまど（2013年5月24日、NHK Eテレ）[37]
- SWITCHインタビュー 達人達（2013年9月14日、2014年1月25日、NHK Eテレ）[38]
- ローマ街道物語〜全長15万キロの旅〜（2014年5月 - 2015年10月、BSフジ） - ナビゲーター
- 赤十字シンポジウム2014 危機に立つ人道支援 〜今、中東では〜 （2014年11月7日、NHK Eテレ）
- 世界・ふしぎ発見! 古代ローマ温泉遺産（2014年12月6日、TBSテレビ）
- ザ・プロファイラー 〜夢と野望の人生〜 ローマの英雄カエサル 金と女と優しさと（2015年1月7日、NHK BSプレミアム）
- ビートたけし新・世界七不思議大百科（2015年1月7日、テレビ東京）
- 体感!世界初のミラノ“食万博”〜地球を守るおいしい英知（2015年7月20日、NHK総合）
- 課外授業 ようこそ先輩「虫の目で世界を見たら」（2015年9月18日、NHK Eテレ） - 小学生を相手に授業を行った。
- クローズアップ現代（2016年1月5日、NHK総合）
- カラヴァッジョ 光と闇のエクスタシー〜ヤマザキマリと北村一輝のイタリア〜（2016年4月8日、NHK総合）
- とと姉ちゃんとあの雑誌（2016年7月18日、NHK総合）
- NHKニュースおはよう日本"ルーブル美術館が開く漫画展。ISに破壊された遺跡描くヤマザキマリさんの思い"（2016年7月26日、NHK総合）
- 旅するイタリア語（2016年10月 - 2017年、NHK総合）
- たけしのニッポンのミカタ! （2016年8月5日・11月18日・2017年3月31日、テレビ東京）
- ヤマザキマリ・北村一輝と旅する あなたの知らないイタリア」（2016年12月、NHK総合）
- スタジオパークからこんにちは（2017年1月、NHK総合）
- Discover四国「“湯の迷宮”が秘めた謎〜知られざる道後温泉本館〜」（2017年1月、NHK総合四国エリア）
- アナザースカイ（2017年4月、日本テレビ）
- あさイチ （2017年5月12日、NHK総合） - ゲスト
- サワコの朝 （2019年1月19日、毎日放送） - ゲスト
- シルクロード・美の回廊Ⅱ「“微笑み”がきた道」 （2019年5月11日、NHK総合）
- 竹内まりや Music&Life 〜40年をめぐる旅〜 完全版 （2019年12月30日、NHK BSプレミアム）
- 天皇のディナー〜歴史を動かした美食〜（2019年12月30日、NHK BSプレミアム）[39]
- 100分de名著（NHK Eテレ） - 以下のスペシャル版に出演
  - 100分de石ノ森章太郎（2018年9月8日） - 『さるとびエッちゃん』について語った。
  - 100分deナショナリズム（2020年1月1日） - 安部公房『方舟さくら丸』について語った。
  - 100分de萩尾望都（2021年1月2日）[40] - 『半神』『イグアナの娘』について語った。
  - 100分de水木しげる（2022年8月27日） - 『ラバウル戦記』『総員玉砕せよ!』について語った。
- 所さん!大変ですよ（2020年2月13日[41]、NHK総合） - 以降不定期でコメンテーターとして出演
- 没後50年　今夜はトコトン“三島由紀夫”（2021年1月30日、NHK BSプレミアム）[42]
- むちゃマン（2022年2月27日（初回放送）、NHK総合） - 解説[43]
- 趣味どきっ!「読書の森へ　本の道しるべ (3)ヤマザキマリ」（2022年12月20日、NHK Eテレ）[44]
- 名将たちの勝負メシ（NHK Eテレ）
  - 「ユリウス・カエサル」（2023年8月22日）[45]
  - 「レオナルド・ダ・ヴィンチ」（2025年5月2日）[46]
  - 「ミケランジェロ」（2025年5月9日）[47]
- SWITCHインタビュー 達人達「ヤマザキマリ×ファビオ・ルイージ」（2023年12月29日、NHK Eテレ）[48]
- 先人たちの底力 知恵泉（NHK Eテレ）
  - 「新春スペシャル 出版1300年 文化はかくして生まれた」（2025年1月1日）[49]
  - 「不屈の美術商 林忠正 “国賊”と呼ばれて」（2025年5月13日）[50]
  - 「伝説の“蕩尽王” 薩摩治郎八 金は粋に使え」（2025年5月20日）[51]
- ヤマザキマリ✕歴史ミステリー 世界を見た若者たち ー天正遣欧使節をたどるヨーロッパの旅ー（2025年2月14日、NHK長崎）
- 他 多数

### ラジオ
- 山崎まりのきんようびじん（STVラジオ）
- 山崎まりのパールでおチャオ！（STVラジオ）
- 安住紳一郎の日曜天国（2021年2月28日、4月25日[52]、8月22日、2022年6月19日、2024年4月21日、2025年4月27日、TBSラジオ）
- たまむすび（2017年2月27日、TBSラジオ）
- 伊集院光とらじおと（2019年4月18日・25日、TBSラジオ）
- サンドウィッチマンの週刊ラジオジャンプ（2018年11月17日、TBSラジオ）
- ヤマザキマリラジオ（2021年12月31日 - 、NHKラジオ第1） - 不定期放送[53]

他 多数

### Web
- 未来授業
- KODOMOE ホーム ロングインタビュー ヤマザキマリ
- 日系ビジネスオンライン：とりマリの当事者対談　とり・みき氏との対談
- ヤマザキマリの地球のどこかでハッスル日記
- 望遠ニッポン見聞録　試し読み
- ヤマザキマリの『世界を食べる』隔月連載
- プリニウス 1巻試し読み
- 月刊旅色 リレー連載 『旅する理由』1
- 月刊旅色 リレー連載 『旅する理由』2
- 月刊旅色 リレー連載 『旅する理由』3
- Hanako 鈴木おさむ『ブスの瞳に恋してる♥』イラスト
- 古代ローマを知ると人生が変わる!?
- 2016年1月5日放送クローズアップ現代 シリーズ「新たな隣人たち」②どう受け入れますか?外国人労働者
- ルネッサンス画家と現代漫画家の共通点を語る TBSラジオ『荻上チキSession22
- 僕らはどこにでも行ける 堀江貴文氏との対談
- 日経DUAL　ヤマザキマリ「信頼しない」を前提に作るいい関係
- 「パゾリーニとの出会い 」ヤマザキマリ |Webでも考える人 | 新潮社 L'incontro con Pasolini
- アウローラ アワード 2017　阿部寛氏との記者会見
- クナイプ スペシャルインタビュー
- 世界睡眠会議　ヤマザキマリさんインタビュー
- 毎日新聞人生相談
- おんなのしんぶん・MyWay
- マニフレックス インタビュー
- 漫画家ヤマザキマリさんが語る「アートという言葉が敷居を高くする」
- 漫画 BVLGARIを創った男 ソティリオ・ブルガリ VOGUE PROMOTION
- 情熱の仕事人。“枠”を超えた世界へ。漫画家「ヤマザキマリ」
- アウローラ アワード 2017　阿部寛氏との記者会見
- 国連UNHCR協会　ヤマザキマリさんインタビュー『シリアへ寄せる想い』
- ほぼ日インタビュー『世界を作ってくれたもの。』
- 日経ARIA インタビュー『ヤマザキマリ　この地球でいかに面白く楽しく生きるか』他
- 少年ジャンプ＋『続 テルマエ・ロマエ』